# Ricky Hui
Ricky Hui Kwoon-ying (chinesisch 許冠英 / 许冠英, Pinyin Xǔ Guànyīng, Jyutping Heoi2 Gun3jing1; * 3. August 1946 in Panyu von Guangzhou, China; † 8. November 2011 in Kowloon, Hongkong) war ein chinesischer Filmschauspieler und Sänger. Als Schauspieler trat er mit seinen beiden Brüdern Michael und Sam in mehreren erfolgreichen HK-Komödien der 1970er und 1980er Jahre auf.

## Leben
Die Familie Hui zog im Jahr 1950 nach Hongkong und ließ sich in der damaligen armen Gegend Diamond Hill in Ost-Kowloon nieder. Ricky Hui hat vier Geschwister: Michael Hui, Stanley Hui, Samuel Hui und Judy Hui. Früh spielte in der Familie Kunst eine bedeutende Rolle: Rickys Vater spielte Geige, und seine Mutter liebte kantonesische Opern. Ricky Hui arbeitete als Korrespondent für die Französische Presse-Agentur in Hongkong.
Von 1972 bis 1976 drehte er für die chinesische Filmfirma Shaw Brothers Filme. Am aktivsten war er in den 1970er und 1980er Jahren. Er arbeitete u. a. mit Regisseuren wie John Woo, Tsui Hark oder Jackie Chan, und mit vielen bekannten Schauspielern, wie z. B. Lam Ching-ying, Leslie Cheung, Joey Wong, Simon Yam, Jacky Cheung, Richard Ng, Eric Tsang.
Mit seinen Brüdern Sam und Michael bildete er die chinesischen Marx Brothers. Michael trat immer in der Rolle des Überlegenen und Wortgewaltigen (Groucho Marx) auf, Sam war der Draufgänger und Sonnyboy der Truppe (Chico Marx), Ricky übernahm die Rolle des Gebeutelten (Harpo Marx).
Vier ihrer „Mr.Boo“- Streifen bzw. „Allgemeine Verunsicherung“- Komödien fanden auch in Deutschland einige Fans und sind auch auf DVD (Mr. Banker, 2008 / 2016) zu haben.
Ricky Hui war nicht nur als Schauspieler, sondern auch als Sänger tätig. Er nahm in den 1970er und 1980er Jahren sieben Alben auf. Auch für seinen Bruder Sam schrieb er einige Songs. Ricky trat auch als Gast bei den Konzerten seines Bruders auf. Dabei sang er auch oft Duette mit ihm.
Am 8. November 2011 starb Ricky Hui an einem Herzinfarkt im Alter von 65 Jahren.

## Filme (Auswahl)
- 1972: Die Rache der gelben Tiger
- 1973: Der Pate von Hong Kong
- 1973: Shen Chang und die Karatebande
- 1974: Games Gambler Play (Mr. Boo 3)
- 1975: Die fliegende Guillotine
- 1975: The Last Message (Mr. Boo 5)
- 1976: The Private Eyes (Mr.Boo 1 / Erste allgemeine Verunsicherung)
- 1977: Money Crazy
- 1978: The Contract (Mr.Boo 2 / Zweite allgemeine Verunsicherung)
- 1980: From Riches to Rags
- 1981: Security Unlimited (Mr. Boo 4 / Vorletzte allgemeine Verunsicherung)
- 1982: The Trail
- 1982: Plain Jane to the Rescue
- 1982: To Hell with the Devil
- 1983: Aces go Places III (Mad Mission 3: Unser Mann von der Bond Street)
- 1985: Mr. Vampire
- 1986: Naughty Boys (Freche Jungs)
- 1986: Happy Ding Dong (Mr.Boo 7)
- 1986: Inspector Chocolate (Mr.Boo 8)
- 1987: The Haunted Cop Shop
- 1987: Project A II (Projekt B)
- 1987: Mr. Vampire III
- 1988: The Haunted Cop Shop II
- 1988: Inspector Wears Skirts (Top Squad)
- 1988: Ente gut, alles gut
- 1989: The Canton Godfather (Miracles)
- 1990: Front Page
- 1991: The Ultimate Vampire
- 1992: Mr. Vampire 1992
- 1993: All’s Well, Ends Well Too
- 1997: First Love Unlimited
- 2000: Winner takes all
- 2005: Divergence (Hong Kong Crime Scene)